# Trubbelmakarna
Trubbelmakarna (engelska: Once Upon a Crime) är en amerikansk svart komedi-mysteriefilm från 1992 i regi av Eugene Levy. I huvudrollerna ses Richard Lewis, John Candy, James Belushi, Cybill Shepherd, Sean Young och Ornella Muti.

## Rollista i urval
- John Candy - Augie Morosco
- James Belushi - Neil Schwary
- Cybill Shepherd - Marilyn Schwary
- Sean Young - Phoebe
- Richard Lewis - Julian Peters
- Ornella Muti - Elena Morosco
- Giancarlo Giannini - kommissarie Bonnard
- George Hamilton - Alfonso de la Pena
- Roberto Sbaratto - Detective Toussaint
- Joss Ackland - Hercules Popodopoulos
- Ann Way - hembiträde
- Geoffrey Andrews - butler
- Caterina Boratto - Madame de Senneville
- Elsa Martinelli - Carla the Agent